# WASP-47 c
WASP-47 b è un pianeta extrasolare in orbita attorno alla stella WASP-47, una nana gialla come il Sole di dodicesima magnitudine nella costellazione del Cigno, distante 870 anni luce dal sistema solare. Si tratta di un gigante gassoso simile a Giove situato nella zona abitabile della propria stella, in un sistema nel quale sono noti altri tre pianeti.

## Stella madre
WASP-47 è una stella simile al Sole di magnitudine 11,99 e di classe G9V, ha una massa e un raggio che sono rispettivamente di 1,04 e 1,14 volte quelli del Sole, mentre la sua temperatura superficiale è di 5572±75 K. È più vecchia della nostra stella, la stima dell'età è infatti di 6,5+2,6
−1,2 miliardi di anni e l'abbondanza di elementi più pesanti dell'elio, in astronomia chiamata metallicità, è oltre il doppio di quella del Sole.

## Scoperta
WASP-47 era nota già dal 2012, quando attorno a essa tramite il progetto SuperWASP venne scoperto con il metodo del transito WASP-47 b, un pianeta gioviano caldo che orbita in appena 4 giorni attorno alla stella. Successivamente, nel 2015, vennero scoperti altri due pianeti tramite i dati del telescopio Kepler, anch'essi col metodo del transito e le seguenti osservazioni di follow-up sui pianeti scoperti, eseguite utilizzando lo spettrografo HARPS presso l'Osservatorio di La Silla, portarono alla scoperta di un altro pianeta di grande massa, WASP-47 c, non transitante davanti alla stella e rilevato col metodo della velocità radiale.

## Parametri orbitali
Il semiasse maggiore dell'orbita del pianeta è di 1,41 UA, ha un'eccentricità elevata (e=0,295) e la distanza dalla stella varia notevolmente; al periastro si avvicina fino a 0,99 UA, mentre all'apoastro si allontana a 1,83 ua. Probabilmente l'orbita risulta anche inclinata rispetto a quella degli altri pianeti scoperti e anche per questo motivo non sono stati osservati transiti davanti alla stella.
Il periodo di rivoluzione attorno a WASP-47 è di circa 589 giorni, vale a dire 1,61 anni terrestri.

### Abitabilità di un'ipotetica esoluna
Il pianeta è un gigante gassoso senza superficie solida, tuttavia una grande esoluna rocciosa in orbita attorno a esso sarebbe potenzialmente abitabile. Nonostante l'alta eccentricità orbitale il pianeta compie solamente piccolissime escursioni al di fuori della zona abitabile conservativa, tuttavia rimane sempre all'interno della zona abitabile ottimistica, che è compresa, nel caso di WASP-47, tra 0,8 e 1,89 UA. Studi passati affermano che sia più determinante per la stabilità climatica la quantità media di radiazione che un pianeta (o una luna) riceve dalla stella durante la sua rivoluzione, piuttosto che il tempo trascorso dentro i confini della zona abitabile. WASP-47 c e sue eventuali esolune si collocano  esattamente al centro della zona abitabile conservativa, ricevendo mediamente il 64% della radiazione che riceve la Terra dal Sole, con una temperatura di equilibrio globale simile a quella terrestre (247 K).
Alcuni studi sostengono che l'abitabilità delle esolune sia più favorevole rispetto a quelle di un pianeta, poiché essa dispone di diverse fonti di energia, al contrario di un pianeta la cui unica fonte di energia è il flusso radiante che gli arriva dalla stella. La luce riflessa del pianeta, il suo calore emesso e le forze mareali generate dallo stesso pianeta sono ulteriori fonti di energia che estendono la zona abitabile di una luna, e nel caso di WASP-47 c, queste diverse fonti di calore possono mantenere condizioni abitabili anche durante il periodo nel quale il pianeta e le sue lune si trovano vicini all'apoastro, sul bordo esterno della zona abitabile.